# Campylaspis guttata
Campylaspis guttata är en kräftdjursart som beskrevs av Jones 1974. Campylaspis guttata ingår i släktet Campylaspis och familjen Nannastacidae. Inga underarter finns listade i Catalogue of Life.